# بريغيه - سابان (مترو باريس)
بريغيه - سابان (بالفرنسية: Bréguet – Sabin)‏ هي محطة مترو تابعة لمترو باريس تقع في فرنسا في الدائرة الحادية عشرة في باريس.[بحاجة لمصدر]